# Kilden
Kilden is een plaats in de Deense regio Noord-Jutland, gemeente Frederikshavn. De plaats telt 885 inwoners (2008).
- Library of Congress Control Number: no2005121469
- Virtual International Authority File: 134056890